# Deliha
Deliha ist eine türkische Filmkomödie des Regisseurs Hakan Algül aus dem Jahr 2014. 2018 wurde sie Fortsetzung Deliha 2 veröffentlicht.

## Handlung
Zeliha, von ihren Freunden „Deliha“ (die Verrückte) genannt, ist eine temperamentvolle, chaotische und zugleich liebenswerte junge Frau, die in einem kleinen türkischen Viertel lebt. Sie ist bekannt für ihre unkonventionelle und oft derbe Art, die sie in zahlreiche skurrile und komische Situationen bringt. Zeliha träumt von der großen Liebe und wünscht sich nichts sehnlicher, als endlich einen festen Freund zu finden.
Eines Tages eröffnet ein neues Fotostudio in ihrem Viertel. Der charmante Fotograf Cemil und sein Bruder Cem übernehmen das Geschäft und erregen sofort Zelihas Aufmerksamkeit. Sie verliebt sich auf den ersten Blick in Cemil und setzt alles daran, ihm näherzukommen. In ihrer typisch direkten Art scheut sie sich nicht, ihre Gefühle offen zu zeigen. Dabei gerät sie immer wieder in absurde und peinliche Situationen, die bei ihren Mitmenschen für Belustigung sorgen.
Um Cemils Herz zu erobern, versucht Zeliha, ihm im Fotostudio zu helfen. Doch statt zu beeindrucken, richtet sie mit ihrer tollpatschigen Art eher Chaos an. Gleichzeitig gibt sie jedoch nicht auf und zeigt eine beeindruckende Hartnäckigkeit. Währenddessen steht ihre Familie ihr mit gut gemeinten, aber oft nutzlosen Ratschlägen zur Seite.
Neben ihrer romantischen Mission hilft Zeliha einer älteren Nachbarin, die von einem skrupellosen Immobilienhai aus ihrer Wohnung vertrieben werden soll. Hier zeigt sie ihre loyale und mutige Seite, indem sie das ganze Viertel mobilisiert, um der Nachbarin zu helfen.
Im Laufe des Films erkennt Zeliha, dass sie sich nicht verstellen muss, um geliebt zu werden. Auch Cemil beginnt, hinter ihrer lauten und ungestümen Fassade die liebenswerte und aufrichtige Frau zu sehen. Am Ende des Films schafft es Zeliha, nicht nur sich selbst treu zu bleiben, sondern auch ihr Liebesglück zu finden.

## Produktion
Der Film wurde von Hakan Algül inszeniert. Drr Produzent war Necati Akpınar. Das Drehbuch schrieb Gupse Özay, die auch die titelgebende Figur Zeliha spielt. Die Musik zum Film komponierte Cem Yıldız. Der Film kam am 14. November 2014 in die türkischen Kinos.

## Rezeption
„Als weibliche Antwort auf den proletigen Macho-Helden der „Recep Ivedik“-Reihe angelegte Klamotte, die über deren zotigen Humor hinaus mit treffsicheren Pointen, einer sozialen Fairness-Botschaft und einer unkonventionellen weiblichen Heldin glänzt.“

Auf IMDb erhielt er 4,6 von 10 möglichen Punkten.